# Калинина, Валентина Васильевна
Валентина Васильевна Калинина (18 апреля 1923, Краснодар — 15 мая 1998, Москва) — советская актриса театра МХАТ им. М. Горького (1947—1985). Заслуженная артистка РСФСР (1963).

## Биография
Родилась в 1923 году в Краснодаре, в простой рабочей семье.
В 1943 году поступила в только что открывшуюся Школу-студию МХАТа имени Вл. И. Немировича-Данченко, которую окончила в 1947 году. Среди первых выпускников Школы-студии Валентину Калинину считали одной из самых талантливых. Ещё во время её учёбы старейшие артисты Художественного театра восхищались студенткой и даже говорили, что она своей редкой индивидуальностью и темпераментом напоминает им Комиссаржевскую и прочили Калининой большое театральное будущее. 
В 1947—1985 годах — актриса МХАТа им. М. Горького. Первая большая работа Калининой в театре — роль Флоренс в спектакле "Домби и сын" по роману Ч. Диккенса (режиссёр — В. Я. Станицына), в которой она покоряла зрителей беспомощной чистотой и обаянием молодости, — выдвинула её в число ярких предстаивтелей молодого поколения артистов МХАТа. "Старики" театра относились к ней с большим уважением. Особенно талант Калининой ценил М. М. Яншин, который с первых дней появления актрисы в театре стал её наставником. Активно и успешно играла в 1950—1960-х годах, но с приходом  О. Н. Ефремова в 1970 году на пост главного режиссёра стала играть меньше. 
Работала на радио: записала стихи и прозу (рассказ «Столетник» А. И. Куприна). Принимала участие в радиоспектаклях: «К новому берегу» по одноимённому роману Вилиса Лациса (роль Анны Пацеплис; запись 1953 г.), «Мадленка» В. Гандзовой (роль Мадленки Палтусовой; запись 1959 г.), «Джек Рейнмонд» (запись 1961 г.), «Мисс Дженни Ройстер предъявляет иск» по Э. Колдуэллу (роль Лоуэнны Нелли; запись 1963 г.), «Смешная трагедия» Г. Фигейреду (роль Марии; запись 1963 г.), «Убийство в «Восточном экспрессе» по детективу Агаты Кристи (роль Графини Андрени, запись 1966 г.), «Солли Сандерс — американский солдат» по роману Джона Килленса «И тогда мы услышали гром» (роль Фанни Мэй, запись 1967 г.), «95-16» по роману Яна Рудского (роль Кэрол; запись 1967 г.), «О чем говорили ботинки» по Дьордю Шошу (роль Золотых туфелек, запись 1968 г.), «Сергей Есенин» по мотивам пьесы А. А. Сурова (роль Бениславской; запись 1969-1972 гг.), «Великану — девять лет» по автобиографической книге Сергея Прокофьева (роль мамы, запись 1974 г.) и другие. 
В кино дебютировала в 1955 году, и сразу в главной роли в фильме Юлия Райзмана «Урок жизни», сразу стала известна всей стране, однако, дальнейшая кинокарьера не сложилась — играла редко и лишь в эпизодах.
Театральная карьера закончилась в 1985 году с сокращением труппы в период разделения МХАТа, проводимого Олегом Ефремовым. Каждый актер обсуждался на художественном совете, затем шло голосование. Все зависело от случая, как часто бывает в театре. Калининой не хватило одного голоса, и она из театра вынуждена была уйти. 
Последние годы жизни были у Валентины Калининой печальны. Детей у нее не было, муж умер, и она осталась одна. Смириться со своим «уходом» из театра не смогла, больше нигде не играла. В театр никогда не приходила и, в сущности, была бесконечно несчастна и одинока. Жила на одну пенсию, трудно и скудно. 
Умерла 15 мая 1998 года одна в пустой квартире. Нашли ее труп через несколько дней после смерти. Урна с прахом захоронена на Новодевичьем кладбище (6 уч. 12 ряд), в могиле мужа Андрея Евгеньевича Страментова (1902—1964), известного советского инженера, доктора технических наук, профессора, родоначальника транспортной мастерской Института Генплана Москвы.

## Творчество

### Театральные работы
МХАТ СССР имени М. Горького (1947 — 1985)
- 1948 — «Двенадцать месяцев» С. Я. Маршака; постановка В. Я. Станицына и Н. М. Горчакова — Арапка
- 1949 — «Домби и сын» Ч. Диккенса; постановка В. Я. Станицына — Флоренс
- 1950 — «Разлом» Б. А. Лавренева — Ксения
- 1951 —  «Потерянный дом» С. В. Михалкова — Оля
- 1954 — «За власть Советов» по роману В. П. Катаева — Валентина
- 1955 — «Синяя птица» М. Метерлинка (постановка К. С. Станиславского, Л. А. Сулержицкого, И. М. Москвина)  — Внучка Берленго (ввод)
- 1956 — «Осенний сад» Л. Хеллман — Софи Такермен
- 1957 — «Дворянском гнезде» по роману И. С. Тургенева — Лиза Калитина
- 1958 — «Зимняя сказка» Шекспира — Утрата
- 1960 — «Кукольный дом» Г. Ибсена; постановка И. М. Тарханова — Нора
- 1962 — «Убийца» И. Шоу — Элен Мариотт
- 1963 — «Егор Булычов и другие» М. Горького — Антонина
- 1964 — «Три долгих дня» Г. Беленького — Светлана
- 1965 — «Дон-Кихот ведёт бой» В. Коростылёва — Надя
- 1968 — «Дни Турбиных» М. А. Булгакова; постановка Л. В. Варпаховского — Елена Тальберг
- 1972 — «Последние» М. Горького — Софья (ввод)
- 1973 — «Старый Новый год» М. Рощина — Даша
- 197? — «Заседание парткома» А. Гельмана — Миленина (ввод)
- 1979 — «Всё кончено» Э. Олби; постановка Л. М. Толмачевой — Дочь
- 198? — «На всякого мудреца довольно простоты» А. Н. Островского — Турусина (ввод).

### Фильмография
- 1955 — Урок жизни — Наташа Емельянова — главная роль
- 1965 — Вниманию граждан и организаций — Вера, мать Кирилла и Антона
- 1969 — Егор Булычов и другие (фильм -спектакль МХАТа СССР имени М. Горького) — Антонина Достигаева, дочь от первой жены
- 1971 — Вся королевская рать — Люси Старк
- 1980 — Всё кончено (фильм -спектакль МХАТа СССР имени М. Горького) — Дочь